# Elisabeth Görgl
Elisabeth Görgl, född 20 februari 1981 i Bruck an der Mur, är en österrikisk före detta utförsåkare.
Görgl tävlade i alla discipliner och blev topp tre i såväl slalom, storslalom som störtlopp och super-G. Sin första världscuptävling vann hon 12 januari 2008 i storslalom. 
Görgl deltog i två olympiska spel. I OS 2006 deltog hon bara i störtlopp men bröt loppet. I OS 2010 tävlade hon i alla fem grenar och blev bronsmedaljör i både störtlopp och storslalom. Hon blev femma i super-G, sjua i slalom och 18:e i superkombination.
I världsmästerskap vann hon tre medaljer. I VM 2009 blev hon bronsmedaljör i superkombination. I VM 2011 i Garmisch-Partenkirchen tog hon guld i både super-G och störtlopp.
I världscupen tog Görgl sju segrar. Den sista kom den 21 december 2014. I juni 2017 meddelade Görgl officiellt att hon avslutar sin karriär.

## Världscupsegrar (7)
| Datum            | Ort                   | Land      | Disciplin  |
| ---------------- | --------------------- | --------- | ---------- |
| 12 januari 2008  | Maribor               | Slovenien | Storslalom |
| 15 mars 2008     | Bormio                | Italien   | Storslalom |
| 6 december 2009  | Lake Louise           | Kanada    | Super-G    |
| 7 januari 2012   | Bad Kleinkirchheim    | Österrike | Störtlopp  |
| 11 januari 2014  | Altenmarkt-Zauchensee | Österrike | Störtlopp  |
| 23 januari 2014  | Cortina d'Ampezzo     | Italien   | Super-G    |
| 21 december 2014 | Val d'Isère           | Frankrike | Super-G    |